# Kanton Bar-sur-Loup
Kanton Bar-sur-Loup (franc. Canton du Bar-sur-Loup) – kanton w okręgu Grasse w departamencie Alpy Nadmorskie (franc. Alpes-Maritimes) w regionie Prowansja-Alpy-Lazurowe Wybrzeże (franc. Provence-Alpes-Côte d’Azur). W jego skład wchodzi 10 gmin:
- Le Bar-sur-Loup
- Caussols
- Châteauneuf-Grasse
- Courmes
- Gourdon
- Opio
- Roquefort-les-Pins
- Le Rouret
- Tourrettes-sur-Loup
- Valbonne[2]

W kantonie w 2012 roku zamieszkiwało 35 868 osób.